# جو أوميارا
جوان فالدا أوميارا (بالإنجليزية: Joanne Valda O'Meara)‏ هي مغنية وكاتب أغاني وممثلة وشخصية تلفزيون إنجليزية ولدت في يوم 29 أبريل 1979 في لندن، أوميارا هي عضوة في فرقة إس كلب 7 التي بدأت بالعمل فيها في سنة 2013. أول ظهور لها كان في برنامج سيليبريتي بيغ برذر.

## روابط خارجية
- جو أوميارا على موقع IMDb (الإنجليزية)
- جو أوميارا على موقع ميوزك برينز (الإنجليزية)
- جو أوميارا على موقع ديسكوغز (الإنجليزية)
- جو أوميارا على موقع قاعدة بيانات الفيلم (الإنجليزية)